# جریب فرنگی

مقایسه برخی واحدهای امپراتوری و متریک

جریب فرنگی (به انگلیسی: Acre) یک واحد برای اندازه‌گیری مساحت زمین مورد استفاده در امریکا و بریتانیاست. یک جریب فرنگی به‌ طور سنتی برابر است با مساحت مستطیلی با ابعاد یک زنجیر در یک فرلانگ (۶۶ در ۶۶۰ پا) که دقیقاً می‌شود ۱۰ زنجیر مربع، 1⁄640 یک مایل مربع یا ۴۳۵۶۰ پای مربع، و حدود ۴۰۴۷ متر مربع، یا حدود ٪۴۰ یک هکتار.
در قرون وسطی یک جریب فرنگی به مساحتی از زمین گفته می‌شد که طی یک روز توسط دو ورزای به یوغ بسته شخم زده می‌شد.